# Janja Garnbret
Janja Garnbret (Šmartno pri Slovenj Gradcu, 12 de març de 1999) és una escaladora eslovena, especialista en les proves de dificultat i blocs.
Va guanyar deu medalles en el Campionat del Món d'Escalada els anys 2016, 2018, 2019 i 2023, i sis medalles en el Campionat Europeu d'Escalada els anys 2015 i 2017 i 2022.
El 2019, Garnbret va fer història a Hachiōji en convertir-se en la primera escaladora en guanyar el títol mundial en un mateix campionat en tres disciplines diferents: dificultat, bloc i combinada.
Va guanyar la medalla d'or als Jocs Olímpics de Tòquio 2020. El 12 d'agost de 2023 va aconseguir classificar per als Jocs Olímpics de París 2024 després d'aconseguir la medalla d'or a la prova combinada del Campionat del Món de Berna.

## Palmarès internacional
| Campionat del Món | Campionat del Món | Campionat del Món | Campionat del Món         |
| ----------------- | ----------------- | ----------------- | ------------------------- |
| Any               | Lloc              | Medalla           | Prova                     |
| 2016              | París             | Or                | Dificultat                |
| 2018              | Innsbruck         | Or                | Bloc                      |
| 2018              | Innsbruck         | Or                | Combinada                 |
| 2018              | Innsbruck         | Argent            | Dificultat                |
| 2019              | Hachiōji          | Or Or             | Dificultat Bloc Combinada |
| 2023              | Berna             | Or Or             | Bloc Combinada            |
| 2023              | Berna             | Argent            | Dificultat                |

| Campionat d'Europa | Campionat d'Europa | Campionat d'Europa | Campionat d'Europa        |
| ------------------ | ------------------ | ------------------ | ------------------------- |
| Any                | Lloc               | Medalla            | Prova                     |
| 2015               | Chamonix           | Argent             | Dificultat                |
| 2017               | Múnic              | Or                 | Combinada                 |
| 2017               | Múnic              | Argent             | Bloc                      |
| 2022               | Múnic              | Or                 | Dificultat Bloc Combinada |

## Escalada en roca
A més de la seva carrera d'escalada en competició, Janja Garnbret també és una escaladora en roca destacada, completant vies extremadament difícils. També va participar i va guanyar la prova d'escalada en bloc a Melloblocco el 2015.
El 2015 va fer a vista Avatar, una via de 8b (5.13d) a Pandora (Croàcia). El mateix any, va pujar amb èxit el seu primer 8c+ (5.14c), Miza za šest a Kotecnik, al seu país d'origen. L'any següent, va fer La Fabelita a Santa Linya, una ruta d'escalada esportiva de 8c (5.14b) en menys de 15 minuts. El 2017 va anar un pas més enllà i va escalar el seu primer 9a (5.14d), Selecció Natural, de nou a Santa Linya. Pocs dies després va escalar la seva segona via 9a, La Fabela pa la Enmienda, també a Santa Linya.